# UFO (Britse televisieserie)
UFO is een Britse sciencefictiontelevisieserie. De serie draaide van 16 september 1970 tot en met 7 augustus 1971 op ITV, in totaal werden er 26 afleveringen gemaakt. De serie werd gecreëerd door Gerry Anderson en Sylvia Anderson.

## Doppelgänger(Journey to the Far Side of the Sun)
Gerry en Sylvia Anderson's UFO was een spin-off van de science-fiction film Doppelgänger uit 1969 (Journey to the Far Side of the Sun). Het meest herkenbare item uit die film zijn de ruimtepakken die regelmatig ook in UFO te zien zijn.

## Echte mensen
In de serie UFO werd afgestapt van de (overigens succesvolle) Supermarionation techniek waarin bewegende marionetten werden opgevoerd, zoals in de series Thunderbirds en Captain Scarlet and the Mysterons (Captain Scarlet). Echte akteurs brachten in UFO en de daaropvolgende serie Space: 1999 de diep-menselijke kanten van het leven naar boven, hetgeen niet of nauwelijks aan bod kwam in de series met de marionetten.

## Brits antwoord op Gene Roddenberry'sStar Trek
UFO wordt aangezien als het Brits antwoord op de succesvolle science-fiction serie Star Trek die door Gene Roddenberry was bedacht. Helaas werden slechts 26 episodes gemaakt van UFO, en werd het thema buitenaardse interferentie daardoor niet verder uit de doeken gedaan. De serie werd pas echt interessant tijdens het draaien van de allerlaatste episodes waarin dieperliggende psychologische themas uit de science-fiction naar boven kwamen.

## S.H.A.D.O.
In de serie UFO voert de ondergrondse en ultra-geheime organisatie S.H.A.D.O. (Supreme Headquarters Alien Defence Organisation) rond het jaar 1980 strijd met een raadselachtige buitenaardse beschaving waar zo goed als niets van bekend is, alleen is er een vaag vermoeden dat de buitenaardsen op aarde naar menselijke organen komen zoeken om hun ras in stand te houden. De acties van de buitenaardsen zitten vol ongerijmdheden en het hoofd van S.H.A.D.O., commandant Ed Straker (gespeeld door Ed Bishop), probeert steeds hun zonderlinge beweegredenen te doorgronden. Hij wordt daabij geholpen door zijn jonge collega Paul Foster (gespeeld door Michael Billington) en komt geregeld in aanvaring met generaal James Henderson (gespeeld door Grant Taylor), meestal omtrent het twijfelachtige en geld-opslorpende nut van de organisatie S.H.A.D.O.. Deze organisatie beschikt overigens over een maanbasis met lanceer-eenheid, een maanlander die in staat is om over het maanoppervlak te zweven, een drietal onderscheppers om buitenaardse toestellen te vernietigen (UFO Interceptors), een Space Intruder Detector (S.I.D.) in omloop rond de aarde (een sprekende ruimtecomputer met een opvallende Engelse tongval), een onderzeeër met een aankoppelbaar straalvliegtuig (de Skydiver en de Sky One), en een weelde aan modebewuste vrouwelijke medewerkers.

## Explosieve spanning
In sommige afleveringen komt het tot een uiterst explosieve spanning tussen Ed Straker en zijn jongere collega Paul Foster. De oorzaak hiervan is de door Straker vermoede arrogantie en impulsieve aard van Foster, waardoor Straker hem meermaals punk noemt, temeer omdat Foster aan het hoofd van S.H.A.D.O. zou willen staan. Deze spanning komt tot een hoogtepunt in de aflevering Kill Straker, waarin Paul Foster en zijn copiloot in de naar de Aarde terugkerende maanmodule worden omgevormd tot moordenaars, teweeggebracht door mentale golven afkomstig van de buitenaardsen die het op Straker gemunt hebben. Ook in de aflevering The man who came back wordt een medewerker van S.H.A.D.O. via buitenaardse mentale golven omgevormd tot moordenaar, met de bedoeling Straker uit de weg te ruimen.

## In- en uitademen van vloeistof
In de helmen van de buitenaardse wezens is geen zuurstof aanwezig maar wel een soort groenkleurige vloeistof waardoor het gezicht van een buitenaardse er steeds groenachtig uitziet. Dit thema (het in- en uitademen van vloeistof) komt ook aan bod in de onderwaterfilm The Abyss met Ed Harris in de rol van Virgil 'Bud' Brigman.

## U.S.O.'s (Unidentified Submerged Objects)
De buitenaardse vliegende objecten kunnen zich niet alleen in de lucht en in de ruimte verplaatsen, in sommige afleveringen is te zien dat deze toestellen zich ook onder water kunnen verplaatsen. In de ufologie is deze variant van UFO bekend als Unidentified submerged object (USO). De buitenaardse toestellen in de serie UFO kunnen niet lang in de aardse atmosfeer vertoeven omdat ze door de invloed van lucht desintegreren of exploderen. Onder water zijn ze beschermd.

## Het oog
Zo goed als elke episode van UFO begint met het verwijderen van een vreemdsoortige bescherming die op het oog van een buitenaards wezen zit. In de ufo-literatuur komt dit verschijnsel regelmatig voor, zoals in het geval van de dubieuze amateurfilm van de Roswell-autopsie waarin twee donkere gelei-achtige beschermende lagen op de ogen van een buitenaards wezen chirurgisch worden verwijderd.

## Verwarring alom
De makers van de serie UFO deinsden er niet voor terug om de kijkers een onbestemd gevoel te geven, herinnerend aan krankzinnigheid en verwarring. Zo komt het hoofdpersonage Ed Straker (Ed Bishop) in een bepaalde episode plotsklaps terecht in de TV studios waar de opnames bezig zijn van de serie UFO. Gerry en Sylvia Anderson wilden daarmee op een grensverleggende manier aantonen dat hun serie bedoeld was voor intelligente nadenkende volwassenen inplaats van enkel kinderen.

## Paarse pruiken en glanzende maankledij
Sylvia Anderson introduceerde in deze serie het dragen van opvallende paarsgekleurde pruiken. Deze pruiken werden gedragen door de vrouwelijke medewerkers in de maanbasis. Sylvia Anderson noemde drie redenen waarom vrouwen pruiken zouden dragen. De eerste was dat in de toekomst een pruik mogelijk een deel was van het uniform, zoals nu een pet of ander hoofddeksel. Daarnaast beredeneerde ze dat mensen pruiken zouden dragen om het haar onder controle te houden in een omgeving met verminderde zwaartekracht. Een derde, praktische, reden was dat er anders in de studio vrouwen gelijktijdig hun haar gekapt moesten hebben, pruiken maakten het opnameschema makkelijker. Ook introduceerde ze futuristisch ogende kledij gemaakt van glanzende metaal-achtige stoffen. Deze futuristische trend viel (en valt nog steeds) in de smaak van vooral Italiaanse en Japanse fans van deze serie. Het hoofdpersonage Ed Straker (Ed Bishop) droeg in sommige episodes een blonde pruik.

## Wetenschappelijk aanvaardbare feiten
In de serie UFO komen enkele wetenschappelijk aanvaardbare feiten voor, zoals in de episode Survival waarin een (fictief) buitenaards wezen een schot lost richting ėėn der glazen patrijspoorten van de maanbasis. In het betreffende half-bolvormige vertrek zitten Paul Foster en een collega wat te praten. De luchtdruk in dit vertrek valt langzaam weg en Foster merkt op dat een opgehangen feestballonnetje langzaam begint te groeien, wat Foster meteen begrijpt als zijnde een zeer alarmerende situatie. Weinige seconden later breekt de glazen patrijspoort en valt de luchtdruk in het vertrek helemaal weg. Foster kan zich nog op tijd redden maar voor zijn collega is het te laat. In dezelfde aflevering komt het thema Uitvallen van de radiocommunicatie aan bod, en tracht een medewerker van de maanbasis van S.H.A.D.O. Paul Foster te begrijpen door in het luchtledige diens helm tegen deze van Foster te plaatsen, teneinde de overdracht van geluid mogelijk te maken.

## Roken was toen nog geen probleem
Toen alle 26 episodes van UFO werden opgenomen, werd roken nog niet beschouwd als iets dat op televisie niet (of nauwelijks) vertoond mocht worden. Het roken van sigaretten werd als een van de normaalste zaken van de wereld beschouwd, zelfs in een (van zuurstof voorziene) leefruimte op de maan.

## De hond met het geïmiteerd geblaf
In de aflevering The Sound of Silence is een hond te zien en te horen die op een merkwaardige manier blaft. Televisiekijkers die destijds vertrouwd waren met het geblaf van honden hoorden onmiddellijk de vervormde stem van iemand die op een nogal gebrekkige manier het geblaf van een hond probeerde te imiteren.

## Apollo 8
In twee episodes van UFO zijn verwijzingen naar de historische bemande maanmissie van Apollo 8 te vinden. In de episode Conflict komt de S-IVB trap van Apollo 8 aan bod waar zich een vreemdsoortig buitenaards toestel achter verbergt. In deze episode draait alles rond het toenemend ruimteschroot waartussen zich allerlei buitenaardse ruimtetuigen zouden kunnen schuil houden om op gezette tijden acties te ondernemen op aarde. De dag van vandaag is ruimteschroot echter nog steeds een zeer aktueel onderwerp, en zal het de komende jaren een niet te mijden probleem worden. In de episode Survival landt een buitenaards toestel in een maankrater, en komt SHADO zeer dicht bij de gelegenheid om contact te leggen met een buitenaards wezen. De krater waar het buitenaards toestel zich bevindt is te zien op een foto genomen ten tijde van Apollo 8. De foto is AS08-12-2052. In werkelijkheid ligt deze krater in het basin Korolev op de achterzijde van de maan.

## Apollo 11
In de episode Close Up zijn een aantal testfoto's van de Aarde te zien, genomen door een onbemande kunstmaan die later in de episode de taak zou krijgen gedetailleerde foto's te nemen van de planeet waar de buitenaardse toestellen vandaan komen. Een van de testfoto's toont de gehele Aarde met als blikvanger het continent Afrika. In werkelijkheid werd deze foto genomen tijdens de missie van Apollo 11 in juli 1969. Zie fotoreeks vanaf Hasselblad foto AS11-36-5352 (Magazine 36-N).

## Hallwag - Die eroberung des weltraums(The conquest of space)
In de episode Conflict is de donkerblauwe wandkaart Die eroberung des weltraums te zien die rond 1969 werd gemaakt door de Zwitserse uitgever van geografische kaarten Hallwag. Op deze kaart zijn de banen te zien van de (in die tijd) rondcirkelende kunstmanen en rakettrappen, inclusief de omlopen rond de maan. Hedendaagse bezoekers van o.a. rommelmarkten kunnen nog steeds hopen op het vinden van deze kaart. Op de achterzijde ervan is heel wat te lezen omtrent de geschiedenis van de onbemande en bemande ruimtevaart vóór 1970.

## Stanley Kubrick's2001: A Space Odyssey
Alhoewel Stanley Kubrick erop stond dat geen enkel voorwerp uit zijn film 2001: A Space Odyssey gebruikt zou worden in andere science fiction films alsook televisieseries, zijn in de episode Close Up van de reeks UFO de backpacks te zien van de ruimtepakken gedragen door Dr. Heywood Floyd en zijn collegas tijdens de expeditie naar de TMA 1 site (Tycho Magnetic Anomaly 1) waar de opzettelijk ingegraven zwarte monoliet van buitenaardse afkomst was blootgelegd.

## Figurine Panini
Bezoekers van rommelmarkten en dergelijke kunnen op zoek gaan naar het Nederlandstalige UFO-zegelplakboek dat in het begin van de jaren 70 van de vorige eeuw werd uitgegeven door Figurine Panini (het Italiaanse bedrijf Panini). Het 48 bladzijden tellende boek bevat 400 zegels met daarop kleurenfoto's uit de serie. Sommige van deze zegels vormen samengestelde foto's met de afmetingen van een bladzijde. In dit boek komen 8 episodes aan bod:
- Eindelijk geïdentificeerd (Identified).
- Het Fosterproject (Exposed).
- De vergroting (Close Up).
- De krijgsraad (Court Martial).
- De grote ruimteschoonmaak (Conflict).
- Gloeiende bollen (The Dalotek Affair).
- Op de zeebodem (Sub-Smash).
- Gered (Survival).

## View-Master
Er werd ook een pakketje van drie View-Master wieltjes uitgegeven met daarin driedimensionele diapositiefjes uit de episode Close Up, waarin een sonde klaargemaakt wordt om op weg te gaan naar de raadselachtige thuisplaneet van de buitenaardse toestellen, en om detailfoto's te nemen van die planeet.

## GroeneUFO Interceptor
Dinky Toys had in de eerste helft van de jaren 70 van de vorige eeuw een groenkleurige UFO Interceptor uitgebracht. Het toestel had bovendien drie oranjekleurige landingsski's en de ejecteerbare bom vanvoor op het toestel had een oranjekleurige kop. Waarom de UFO Interceptor van Dinky Toys deze afwijkende kleuren vertoonde is een raadsel dat nooit opgehelderd zal worden. Modelbouwers konden aan de slag met witte en zilverkleurige modelbouwverf om hun UFO Interceptor in de juiste kleuren te steken. De Eagle uit de serie Space: 1999 (ook van Dinky Toys) vertoonde eveneens deze afwijkende groene kleur. In de serie Thunderbirds, eveneens van Gerry en Sylvia Anderson, komt evenwel een groen toestel voor, de Thunderbird 2.

## Varia
- Ed Bishop, die het hoofd van S.H.A.D.O. speelt (Ed Straker), is ook te zien in Stanley Kubrick's film 2001: a Space Odyssey. Daarin speelt hij een bemanningslid van het bolvormig aarde-maan pendelschip Aries 1B.
- Gabrielle Drake, die Lieutenant Gay Ellis speelde in de meeste episodes van UFO, is de zus van singer-songwriter Nick Drake.
- Jean Marsh, die een rol kreeg in de episode Exposed, was ook het figuur Rose Buck in de Britse serie Upstairs, Downstairs.
- Peter Gordeno (1939-2008, Brits zanger en danser, choreograaf, en occasioneel akteur). Gordeno speelde de Sky One piloot Peter Carlin, maar was rond die tijd (1970) ook regelmatig te zien en te horen als zanger in televisieprogrammas met sentimentele waarde.
- Het rode ruimtepak van de buitenaardse wezens is ook te zien in de jeugdfilm Kadoyng (1972).